# Coulanges-la-Vineuse
Coulanges-la-Vineuse è un comune francese di 971 abitanti situato nel dipartimento della Yonne nella regione della Borgogna-Franca Contea.

## Società

### Evoluzione demografica
Abitanti censiti